# Paul-Joseph Vallet
Paul-Joseph Vallet, né à Burcin en Dauphiné le 4 novembre 1720 et mort à Grenoble le 23 janvier 1781, est un magistrat et encyclopédiste français.

## Biographie
Fils d'un procureur au Parlement de Grenoble, Paul-Joseph Vallet est avocat dans cette dernière ville lorsqu'il est choisi par les consuls comme lieutenant général de police. Droit, intègre et franc, mais d'un caractère difficile, Vallet défend les prérogatives du Parlement du Dauphiné contre les empiètements du commandant de la province, le marquis de Chastellier Dumesnil. Passionné par les problèmes d'éducation, il collabore à l'Encyclopédie d'Yverdon (1770-1780), à la rédaction de laquelle il consacre 759 notices sous la signature V.A.L. Inventeur d'appareils d'optique à ses moments perdus, il se retire de la vie publique sur démission après quinze années de services. Sa famille est apparentée à celle du compositeur Hector Berlioz. Il meurt à Grenoble en 1781, selon la lettre d'un de ses correspondants, le minéralogiste Barthélemy Faujas de Saint-Fond, au Père Duclos (février 1781).
La bibliothèque municipale de Grenoble possède six ouvrages concernant son action comme lieutenant général de police et une notice biographique à son sujet.

## Sources
- Charles Théodore Beauvais de Préau, Antoine-Alexandre Barbier, Biographie universelle classique : ou, Dictionnaire historique portatif, Volume 3, 1829
- Vincent Milliot, Les mémoires policiers, 1750-1850: écritures et pratiques policières du siècle des lumières au second empire, 2006